# Львівський державний музичний ліцей ім. С. Крушельницької
Львівський державний музичний ліцей імені Соломії Крушельницької — навчальний заклад I–III ступенів, в якому учні з 1 по 11-й класи отримують спеціалізовану музичну та ґрунтовну середню освіту. До 15 квітня 2021 року — Львівська середня спеціалізована музична школа-інтернат імені Соломії Крушельницької.

## Історія
Школа була заснована у 1939 році при Вищому музичному інституті імені Миколи Лисенка за ініціативою видатного українського композитора та піаніста Василя Барвінського. Від 1944 року вона діяла як середня музична школа-десятирічка, що у 1959 році реорганізована у середню спеціалізовану музичну школу-інтернат. 1963 року школі присвоїли ім'я Соломії Крушельницької.
Натхненним організатором та першим директором школи, створеної на основі об'єднання найкращих українських і польських середніх музичних навчальних закладів, стала видатна піаністка, професор Левицька Галина Львівна. Разом з нею працювали Р. Савицький, П. Пшеничка, Й. Москвичів, О. Бережницький, М. Байлова, Т. Шухевич, Є. Чапельська, О. П'ясецька, Н. Горницький, Є. Козулькевич, Г. Терлецький, О. Суховерська, Г. Альткорн-Лісіцка, Г. Каспарик, О. Мюнцер, В. Кришталь, М. Лобажевський, Б. Надольська, А. Горнунг-Порембовіч, Є. Фрайгайтер.
У школі працював народний артист України Олег Лихач.
При школі від 1960 року створено інтернат з окремим приміщенням, власним персоналом, вихователями, лікарями, репетиторами.
Протягом 1972–1997 років посаду директора займав Антонів Володимир Спиридонович.
У 1997 році директором школи призначено Б. Мартиновського, у 2004 році — Д. Комонька. Від 2009 року посаду директора займає Закопець Лев Миронович.

## Навчальний процес
У школі учні вивчають також іноземні мови: англійську, французьку, німецьку. Щорічно організовується додатковий набір учнів у різні класи. Уроки сформовано за загальноосвітніми, музично-теоретичними та спеціалізованими циклами. Музичні заняття поєднуються з загальноосвітніми уроками, а індивідуальні, з обраного музичного фаху, долучаються безпосередньо до навчального процесу. Школа налічує 7 музичних відділів та понад 20 музичних спеціальностей, які уможливлюють опанування обраного фаху, серед яких: спеціальне фортепіано, скрипка, віолончель, альт, контрабас, арфа, труба, фагот, гобой, кларнет, флейта, валторна, туба, тромбон, саксофон, ударні інструменти, бандура, гітара, камерний ансамбль, концертмейстерський клас, фортепіано; музично-теоретичні дисципліни: сольфеджіо, теорія музики, гармонія, музична література.
У школі два концертні зали, музей С. Крушельницької, бібліотека з багатим книжково-нотним фондом, велика фонотека з CD та DVD дисками, відеозал.

## Відомі випускники
Свого часу у школі навчалися О. Слободяник, В. Єресько, М. Крушельницька, Ю. Лисиченко, О. Криштальський, С. Григоренко, Г. Акс, В. Винницький; скрипалі — О. Криса, Б. Которович, Л. Шутко, В. Ланцман, Ю. Корчинський, С. Дяченко, О. Каськів, М. Брилинський; альтист — Ю. Башмет; віолончелісти — М. Чайковська, Х. Колесса, Н. Хома; композитори — М. Скорик, Б. Фільц, Б. Янівський, А. Нікодемович, Ю. Ланюк, Б. Фроляк; музикознавці — В. Задерацький, А. Терещенко, Л. Корній, Л.  Кияновська, Н. Кашкадамова, Р. Недзельський, І. Чернова, Р. Левчак.
Фахову музичну освіту в стінах музичної школи імені Соломії Крушельницької здобули такі популярні співаки як Тарас Чубай, Леся Горова, Олеся Киричук, оперні співачки Зоряна Кушплер, Наталія Ковальова.